# 海乌姆诺灭绝营
海乌姆诺灭绝营，德国称之为库尔姆霍夫灭绝营（德語：Vernichtungslager Kulmhof），是纳粹德国设在波兰罗兹外50公里内尔河畔海乌姆诺村的滅絕營，该村镇历史上曾属德国，名为库尔姆霍夫（Kulmhof）。1939年波蘭戰役后，该地被德国控制，成为瓦尔特兰行政区。海乌姆诺灭绝营曾分两阶段运营：第一阶段为1941年12月8日–1943年3月，这段时间内屠杀了大量的犹太人；另一阶段为1944年6月–1945年1月18日抵抗苏军反击时。该营主要为灭绝罗兹犹太区的波兰犹太人而建造。在这两阶段的中间时期，集中营的杀人方式有所修改，1943年拆除了集中营的部分设施。